# ソワソン管区

ソワソン王国

486年頃の領域

ソワソン管区（ソワソンかんく、英語: Domain of Soissons）またはソワソン王国（ソワソンおうこく、英語: Kingdom of Soissons）は、古代末期のガリア北部にあった地域である。461年にローマ人の軍人アエギディウスが西ローマ帝国から独立して独自の勢力を築き、滅亡する486年までローマ人の頭領による支配を維持した。アエギディウスが没する465年頃になると既にローマ的な行政の仕組みは機能しなくなっており、アエギディウスの子シアグリウスの時代にはゲルマン的な支配に移行していたようである。ガロ・ローマ王国と呼ばれることもある。

## 歴史
西ローマ帝国の皇帝マヨリアヌス（在位: 457年 - 461年）は、ガリア地方の軍司令官としてアエギディウスを任命した。ガリア北部に残された西ローマ帝国の領域は、ラングドック・オーヴェルニュを含む細い支配領域によって辛うじてイタリア本土と結ばれていたが、マヨリアヌスの治世にこの回廊地帯はゲルマン人によって占拠され、ガリア北部はイタリア本土と切断された飛び地となった。アエギディウスはスエッシオ（ソワソン）に拠点を置き、帝国が混乱し蛮族に領土を奪われていく中で、ガリアにおけるローマ人の支配を維持した。
461年、マヨリアヌスが兵士の反乱に遭って殺害され、セウェルス3世がローマ皇帝として推戴された。アエギディウスはセウェルス3世に従うことを不服とし、帝国の代官を追放してて西ローマ帝国から独立した。このガリアにおける西ローマ帝国から独立したローマ人の支配地域は、ソワソン管区またはソワソン王国と呼ばれるようになった。アエギディウスはイタリアの帝国政府と戦う一方、ブルトン人やフランク人とはおおむね良好な関係を築いていたようで、フランク人からはフランクの副王として厚遇されている。

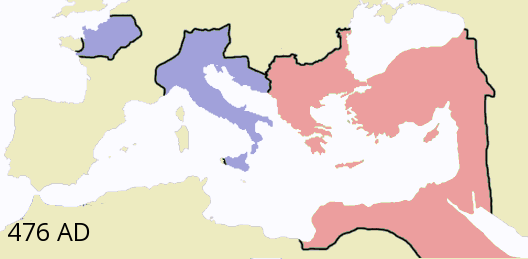
476年頃の東西ローマ帝国

アエギディウスは465年または464年の末頃にロワールで突然死した。一説には毒殺もしくは殺害であったともされるが、死因は不明である。息子のシアグリウスが後を継ぎ、ドゥクスの称号を称したが、周辺のゲルマン人は「ローマ人の王」とみなした。彼に対する記述からは、彼がローマ的というよりはゲルマン人と同じような形でソワソン管区を支配していたであろうと推測されている。
474年、ユリウス・ネポスが西ローマ皇帝として即位を宣言すると、シアグリウスはユリウス・ネポスを正当なる西帝として認知した。475年にユリウス・ネポスはフラウィウス・オレステスの反乱によってダルマチアへの亡命を余儀なくされたが、シアグリウスは一貫してユリウス・ネポスを支持する立場を変えなかった。

481年頃のガリア
ローマ人領（ソワソン管区）
フランク人（フランク王国）
アラマンニ人
アルモリカ
ブルグント人（ブルグント王国）
西ゴート王国

シアグリウスは初めフランク王キルデリク1世の庇護を得てイタリアの帝国政府と争っていたが、キルデリク1世がローマ帝国のイタリア領主オドアケルと講和した後は、西ゴート族の王エウリックを頼るようになった。486年、フランク王クローヴィスが、場所と時を告げてシアグリウスに挑戦してきた（ソワソンの戦い）。ソワソンは陥落し、ここにソワソン管区は滅びた。シアグリウスは、トゥールーズにあった西ゴート王アラリック2世の宮廷に逃れて庇護を求めたが、捕らえられてクローヴィスのもとへ引き渡された。そして487年に密かに刺殺された。